# Lluciapomaresius asturiensis
Lluciapomaresius asturiensis is een rechtvleugelig insect uit de familie van de sabelsprinkhanen (Tettigoniidae). De wetenschappelijke naam van deze soort is voor het eerst voorgesteld als Ephippigera asturiensis door Ignacio Bolívar in een publicatie uit 1898.
Deze soort komt voor in Noord-Portugal en Noordwest-Spanje.